# باشگاه فوتبال الخلیج عربستان سعودی
باشگاه فوتبال الخلیج الفارسی (عربی: نادی الخلیج) یک باشگاه فوتبال مستقر در عربستان سعودی است که در شهر سیهات واقع شده‌است. این باشگاه در سال ۱۹۴۵ تأسیس شده‌است.

## بازیکنان برجسته فعلی
- ابراهیم شهیچ
- فابیو مارتینز
- جونگ وو-یونگ